# Cégep de Matane
Le Cégep de Matane est une institution d'enseignement québécoise, de niveau collégial, formant des personnes âgées généralement entre 17 et 23 ans pour le marché du travail (programmes techniques de trois ans) ou pour la poursuite d'études supérieures (programmes préuniversitaires de deux ans).
Le Cégep de Matane accueille une part importante de population étudiante issue de l'international grâce à divers programmes d'échanges. Cette population étudiante étrangère provient notamment de la France métropolitaine et de l'île de La Réunion.

## Formations
Tous les programmes d'enseignement du cégep visent un but commun : donner la possibilité à la personne étudiante d'obtenir un Diplôme d'études collégiales (DEC).

### Programmes techniques
Les programmes techniques sont à vocation professionnelle : à leur terme, la personne étudiante peut choisir de continuer ses études à l'université ou d'intégrer la vie active.
Ces programmes sont enseignés sur une durée de trois ans, soit six sessions.
- Soins infirmiers
- Techniques d'aménagement du territoire et d'urbanisme
- Technologie du génie électrique : automatisation et contrôle
- Techniques de tourisme
- Techniques de l'informatique
- Photographie
- Techniques d'intégration multimédia
- Techniques d'animation 3D et de synthèse d'images
- Techniques de physiothérapie (offert au Centre matapédien d'études collégiales)

### Programmes préuniversitaires
Réservés aux personnes étudiantes qui préparent leur entrée à l'université, ces programmes sont répartis sur deux ans, soit quatre sessions.
- Sciences de la nature
- Sciences humaines (offert au Centre matapédien d'études collégiales)
- Arts, lettres et communication

### Tremplin DEC
Tremplin DEC est un programme d’accueil, d’intégration et de transition au collégial. Le cheminement proposé peut inclure des cours sur les stratégies d’apprentissage et le choix d’orientation.

### Formation continueGroupe Collegia
Les services de formation continue offerts par Groupe Collegia permettent d'acquérir une Attestation d'études collégiales (AEC), une Reconnaissance des acquis et des compétences (RAC) ou de suivre différentes formations inédites dans le cadre du Service aux entreprises (SAE).

### Alternance Travail-Études
Certaines formations permettent à l'étudiant de s'insérer dans le monde du travail grâce à deux stages rémunérés durant son cursus universitaire. Ces formations sont :
- Techniques d'aménagement du territoire et d'urbanisme
- Techniques de tourisme
- Techniques d'intégration multimédia
- Techniques de l'informatique

## Cadre d'enseignement

### Matériel technologique
Le Cégep de Matane se veut à la pointe de la technologie, offrant ainsi aux étudiants du matériel de pointe (notamment dans départements de photographie, de multimédia et d'animation 3D) et des services informatiques telle qu'une connexion Wi-Fi.

## Équipes sportives
Le Cégep de Matane est représenté par des équipes sportives intercollégiales baptisées  « Les Capitaines », qui défendent les couleurs de l'établissement depuis 2014 et dont le nouveau logo a été dévoilé en mars 2021.
Chaque année, le nombre d'équipes sportives dépend des passions, de l'intérêt et de la motivation de la population étudiante. À la rentrée d'automne 2021, une centaine d'athlètes ont fait partie des Capitaines, dans les disciplines suivantes :
- Volleyball masculin
- Volleyball féminin
- Basketball masculin
- Soccer extérieur masculin
- Soccer intérieur masculin
- Soccer intérieur féminin
- Badminton mixte
- Natation mixte
- Sport électronique (League of Legends, Overwatch, Rocket League)

Le Cégep de Matane est le premier[réf. nécessaire] cégep francophone à avoir lancé un programme de sport électronique en 2017.
Par le passé, le Cégep de Matane a aussi compté une équipe de cross-country et cinq athlètes avaient participé dans ce cadre aux championnats provinciaux d'octobre 2018.
En octobre 2019, Les Capitaines ont remporté le championnat de soccer extérieur mixte de la division 3 de la conférence Nord-Est du Réseau du sport étudiant du Québec.
Les Capitaines accueilleront une équipe de hockey sur glace dès la rentrée d'automne 2022.

## Jeux du Tourisme
Le programme de tourisme du Cégep s'est distingué à deux reprises au niveau provincial lors des Jeux du Tourisme, une série d'épreuves entre les collèges du Québec offrant la technique de tourisme, remportant la compétition en 2019 et en 2022.

## Personnalités ayant fréquenté le Cégep de Matane
- Line Arsenault
- Pascal Bérubé
- Michel Marc Bouchard
- Nancy Charest
- Marc-Yvan Côté
- Éric Forest
- Marie-Thérèse Fortin
- Louise Otis
- Ève Salvail
- Rodrigue Tremblay